# سیف سعید شاهین
سیف سعید شاهین (عربی: سیف سعید شاهین؛ زاده ۱۵ اکتبر ۱۹۸۲) یک ورزشکار کنیایی‌تبار با تابعیت قطر است که رکورد دو ۳۰۰۰ متر با مانع دنیا را در اختیار دارد.
او در سال ۲۰۰۳ به عنوان بهترین دونده دو ۵۰۰۰ متر سال انتخاب شد. از سال ۲۰۰۳ تا ۲۰۰۵ به عنوان برترین دونده دو ۳۰۰۰ متر با مانع انتخاب شد. سیف از سال ۲۰۰۴ رکورددار دو ۳۰۰۰ متر با مانع جهان و آسیا با زمان ۷ دقیقه و ۵۳ ثانیه و ۶۳ صدم ثانیه است، همچنین رکورد دو ۳۰۰۰ متر داخل سالن آسیا نیز با زمان ۷ دقیقه و ۳۹ ثانیه و ۷۷ صدم ثانیه از سال ۲۰۰۶ و رکورد دو ۵۰۰۰ متر آسیا با زمان ۱۲ دقیقه و ۵۱ ثانیه و ۹۸ صدم ثانیه از سال ۲۰۰۶ در دست وی است.
سیف در سال ۲۰۰۴ بخاطر قانون فدراسیون جهانی دو و میدانی در المپیک نتوانست برای قطر در المپیک آتن شرکت کند. هرچند چند ماه بعد توانست با ثبت رکورد جهانی قهرمان المپیک را شکست دهد. او به خاطر مصدومیت المپیک ۲۰۰۸ چین را نیز از دست داد.